# 時空警察ヴェッカー デッドリーナイトシェード
『時空警察ヴェッカー デッドリーナイトシェード』（じくうけいさつヴェッカー デッドリーナイトシェード）は、日本の特撮映画。2012年10月10日に公開。時空警察ヴェッカーシリーズ10周年記念作品。シリーズ共通の骨子である時間と歴史を守る未来の刑事「時空刑事」の活躍を描く作品である。2012年時点でのシリーズ最新作だが、世界観の上ではシリーズ第1作『時空警察ヴェッカー』以前の時間軸に位置しており、すべてのヴェッカーの歴史に繋がる物語として、「時空刑事」の任務を最初に与えられた少女たちの物語として製作されている。略称は『時空警察ヴェッカーDNS』。

## ストーリー
西暦2100年代の未来。時間移動技術が確立されたものの、この技術の危険性はまだ未知のものであったため、時間移動の実験体として「DOLL（ドール）」と呼ばれるバイオロイド（人工生命体）が作り出された。しかしこのDOLLたちが突如、2011年の世界へ逃亡した。歴史を変えかねないこの事態に際し、2131年、時空刑事レンとシオンの2人の少女が、人類史上初めて過去の世界へと派遣され、DOLLたちを追う。

## キャスト
双葉 蓮（ふたば れん） / 時空刑事レン - 中塚智実（スーツアクター：日野由佳）
22世紀の未来から現代へ派遣された時空刑事。屈託のない明るい性格だが、過去に母をDOLLに殺されていることから、DOLLを強く憎んでいる。17歳。
一条 紫苑（いちじょう しおん） / 時空刑事シオン - 松橋ほなみ（スーツアクター：大口与枝）
22世紀の未来から現代へ派遣された時空刑事。蓮とは対照的に無口で、冷徹に任務を遂行する。夢に時折現れる母（演：かとうみゆき〈友情出演）の姿を唯一の安らぎとしている。19歳。
エンジュ - 小坂真郷
時空刑事のサポートおよび監視用の青年型アンドロイド。戦闘用ではなく、DOLLの捜索、時空警察からの伝令などで蓮たちを助力する。
北島 隼人（きたじま はやと） - 山沖勇輝
2011年の現代世界に生きる大学生。刑事部長である父（演：村野武範〈友情出演〉）に反発し、父と距離を置いた生活を送っているが、シオンとの出逢いを機に、自分の使命へ立ち向かってゆく。23歳。
沢口 慎也（さわぐち しんや） - 河合龍之介
隼人の大学の先輩にして悪友。現職の刑事でありながら盗撮が趣味という一面を持つ。先輩刑事の島田守（演：渡洋史）らと共に難事件に挑んでいる。30歳。
木崎 薫（きざき かおる） - 葉山レイコ
ガールズバー「ベラドンナ」を経営する謎の女性。DOLLたちを現代に逃亡させた張本人で、多くのDOLLを店員に雇い、追っ手から守っている。実はDOLL開発者・木崎信一郎（演：伴大介〈友情出演〉）の娘。37歳。
カトレア - 西条美咲
22世紀の未来から現代へ脱走してきたバイオロイド「DOLL」の1人。同様に脱走してきたDOLLたち（演：齊藤夢愛、亜矢乃、栞菜、坂口佳澄、他）のリーダー格であり、ベラドンナでの薫の右腕的存在。

## 製作
時空警察ヴェッカーシリーズ10周年記念作品として、一連のシリーズ作品の制作を手がけてきたプロデューサー・畑澤和也の監督と脚本のもとに制作された。製作は2009年に開始されており、本来はほかの記念作品『時空警察ヴェッカーサイト』などと同じく、10周年にあたる2011年公開を念頭に置かれていたが、同年発生した東日本大震災の影響などで制作が遅れ、翌2012年公開の運びとなった。同シリーズでの映画作品としては2009年に『時空警察ハイペリオン』が公開されているが、これは外伝作品にあたり、『時空警察ヴェッカー』のタイトルでの映画作品は本作品が初となった。
映画製作にあたっては、オリジナルのヒーローや怪獣のコスチューム製作を手掛ける神戸芸術工科大学の特殊造形サークルが、「東日本大震災の被災地の子供たちの心を支えたい」との思いで、主人公たちのコスチュームや小道具の製作を担当した。また、この大学は撮影にも用いられた。
人気女性アイドルグループ・AKB48の中塚智実が映画初出演にして主演を務めることや、カリスマ装蹄師の西内荘の長女・西内麻衣の本作品主題歌による歌手デビュー、特撮テレビドラマ『人造人間キカイダー』で知られる伴大介の友情出演なども話題となった。

## 封切り
2012年7月、本作のコスチュームのデザインを担当した造形師・香西伸介の特集による「昭和のヒーロー展」と連動し、徳島県徳島市のufotable CINEMAで先行上映。同年10月10日、東京都渋谷区の渋谷アップリンクで上映された。同月20日からは、日本全国のコロナワールドグループで上映された。

### DVDリリース・派生作品
2013年6月28日、DVD版が全国発売された。